# ديزان (طالقان)
ديزان هي قرية في مقاطعة طالقان، إيران. يقدر عدد سكانها بـ 665 نسمة بحسب إحصاء 2016.